# イケイケ! ラジオシティ!
イケイケ! ラジオシティ!は2009年10月より2014年3月までRKB毎日放送（RKBラジオ）で放送されていた土曜夜のワイド番組である。

## 番組概要
「アラフォー世代」（40代付近）をメインターゲット層として放送される。

## 放送時間
- 土曜日 18:00～21:00（JST）

※2010年度からは、TBSラジオの方針により、土曜日（および日曜日）のJRNナイター全国中継が取りやめられた。これを受けて、RKBは土曜日の野球中継を福岡ソフトバンクホークスの試合時間に合わせて設定することになったため、本番組は通年番組として放送されている。当然ながら、ホークスの試合がナイターで行われる場合は、RKBエキサイトホークスが優先されるため休止される。

## パーソナリティ
- 西田たかのり
- しらいえこ
- 田尻敏明

番組開始時は西田と鬼橋美智子の2人で放送していた。のちに『鬼ちゃん・西やんの日曜ちゃちゃちゃ』でこのコンビが復活している。

## 特別番組
- 2017年1月2日未明(1月1日深夜)1:00～3:00に「イケイケ！ラジオシティ 一夜限りの正月復活スペシャル」を放送。出演は西田と鬼橋[1]。